# Carpatair
Carpatair – rumuńskie linie lotnicze z siedzibą w Timișoarze, wykonujące jedynie połączenia czarterowe.

## Flota
Flota Carpatair składa się z 3 samolotów o średnim wieku 26,1 rok (stan na luty 2023 r.).
| Typ samolotu | Liczba | Zamówionych | Uwagi |
| ------------ | ------ | ----------- | ----- |
| Airbus A319  | 1      |             |       |
| Fokker 100   | 2      |             |       |